# فرناندو التیمانی
فرناندو التیمانی (انگلیسی: Fernando Altimani; ۸ دسامبر ۱۸۹۳ – ۱ ژانویهٔ ۱۹۶۳) ورزشکار دو و میدانی اهل ایتالیا بود.